# Теодор II (папа)
Вижте пояснителната страница за други личности с името Теодор II.
Теодор II (на латински: Theodorus PP. II) е римски папа за 20 дни през декември 897 г. Краткият му понтификат подкрепя вероятността за насилствената му смърт от партията на папа Стефан VI. За това време Теодор успява с почести да препогребе извлеченото от Тибър тяло на папа Формоза в базиликата Св. Петър.